# Trox kerleyi
Trox kerleyi is een keversoort uit de familie beenderknagers (Trogidae). De wetenschappelijke naam van de soort is voor het eerst geldig gepubliceerd in 1996 door Masumoto.